# Ornithopus sativus
Espèce
Ornithopus sativus (l'ornithope cultivé, pied d'oiseau cultivé ou serradelle), est une espèce de plantes à fleurs de la famille des Fabacées. C'est une plante herbacée originaire d'Europe et d'Afrique du Nord.
Nom vernaculaire anglais : Common Bird's-foot.

## Synonymes
- Coronilla seradella E.H.L.Krause
- Ornithopus perpusillus subsp. roseus (Dufour) Rouy
- Ornithopus roseus Dufour
- Ornithopus sativus subsp. roseus (Dufour) Dostal

## Description
C'est une plante herbacée annuelle ou pérennante de 30 à 60 cm de haut. Les fleurs roses, longues de 7 à 8 mm, s'épanouissent de mai à août. Le fruit (gousse) est glabre, brunâtre à maturité ; il ressemble à un pied d'oiseau (photo) d'où le nom vernaculaire.

## Distribution
On trouve l'espèce dans le sud-ouest de l'Europe et en Afrique du Nord.

## Habitat
La plante affectionne les endroits sablonneux.